# Shephards
Shephards of Gateshead was een kleine warenhuisketen in het noordoosten van Engeland, waarvan de vlaggenschipwinkel zich in Gateshead bevond.

## Geschiedenis
Emerson Shephard had oorspronkelijk een winkel geopend in Swinburn Street in Gateshead, maar verhuisde in 1908 naar Ellison Street. De winkel verkocht aanvankelijk schoenen en laarzen, maar groeide al snel uit tot een warenhuis. 
In 1924 was het bedrijf gegroeid tot tien vestigingen in het noordoosten van Engeland. Het filiaal in North Shields was het warenhuis van George Swann, die te veel hooi op zijn vork had genomen tijdens de bouw van zijn nieuwe winkel en Shephards de zaak had overgenomen.
In 1934 werd de winkel aan Ellison Street in Gateshead gerenoveerd. Er kwamen drie nieuwe verdiepingen en er werd een uitbreiding naar 30 afdelingen gerealiseerd. De winkel bleef onbeschadigd tijdens de Tweede Wereldoorlog, maar in 1946 brandde hij tot de grond toe af. 
Terwijl de winkel werd verbouwd, verhuisde Shephards naar Kent House, het voormalige warenhuis Snowballs. In 1949 werd de nieuwe winkel geopend, met daarin het beroemde Panorama Restaurant.
In de jaren 1970 zond Shephards een reclame uit op de lokale televisie met de pakkende jingle: 
Shephards of Gateshead, the biggest and the best store
Shephards of Gateshead have what you're looking for
There's so much to see, and the car park is free
Come shopping at Shephards for the whole family
De jaren 1970 zorgden voor financiële problemen en in 1980 ging de zaak Shephards failliet. De winkel in Gateshead werd gekocht door Tesco, dat hiermee Tesco Shopping City oprichtte, waarbij de winkelruimte verhuurd werd aan andere retailers. Dit was geen succesvolle onderneming, vooral niet na de opening van het Metrocentre in 1986, dat vervolgens werd gesloten. De locatie is nu het winkel- en recreatiecomplex Trinity Square. 